# Neva Masquarade

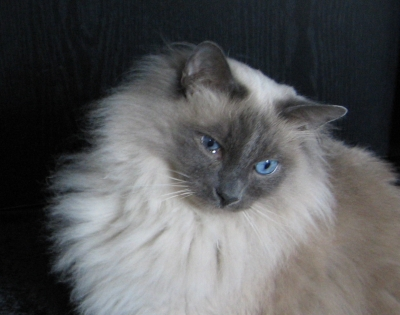
Blue Point Neva Masquarade

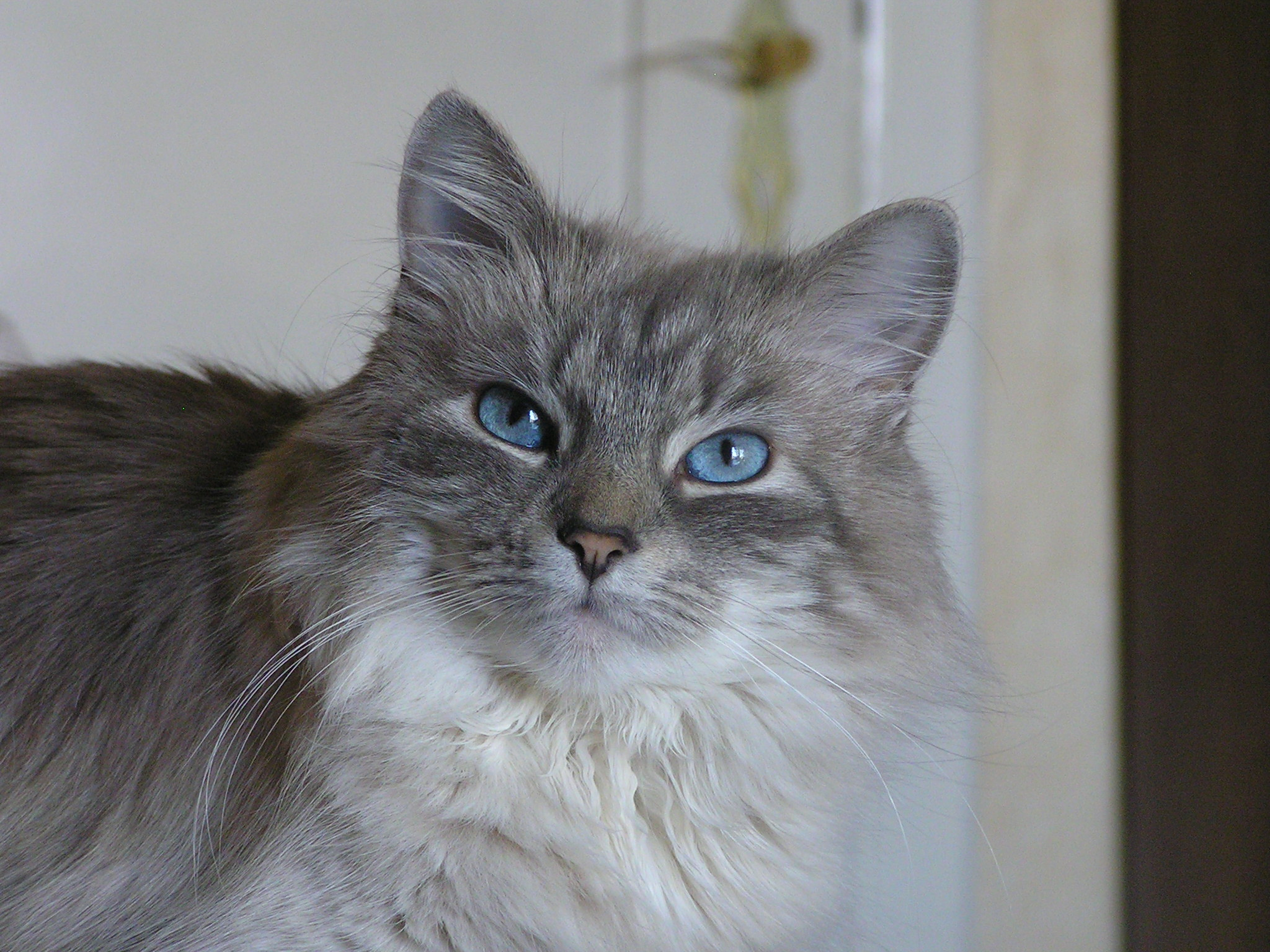
Neva Masquarade, weiblich in blue-tabby-point

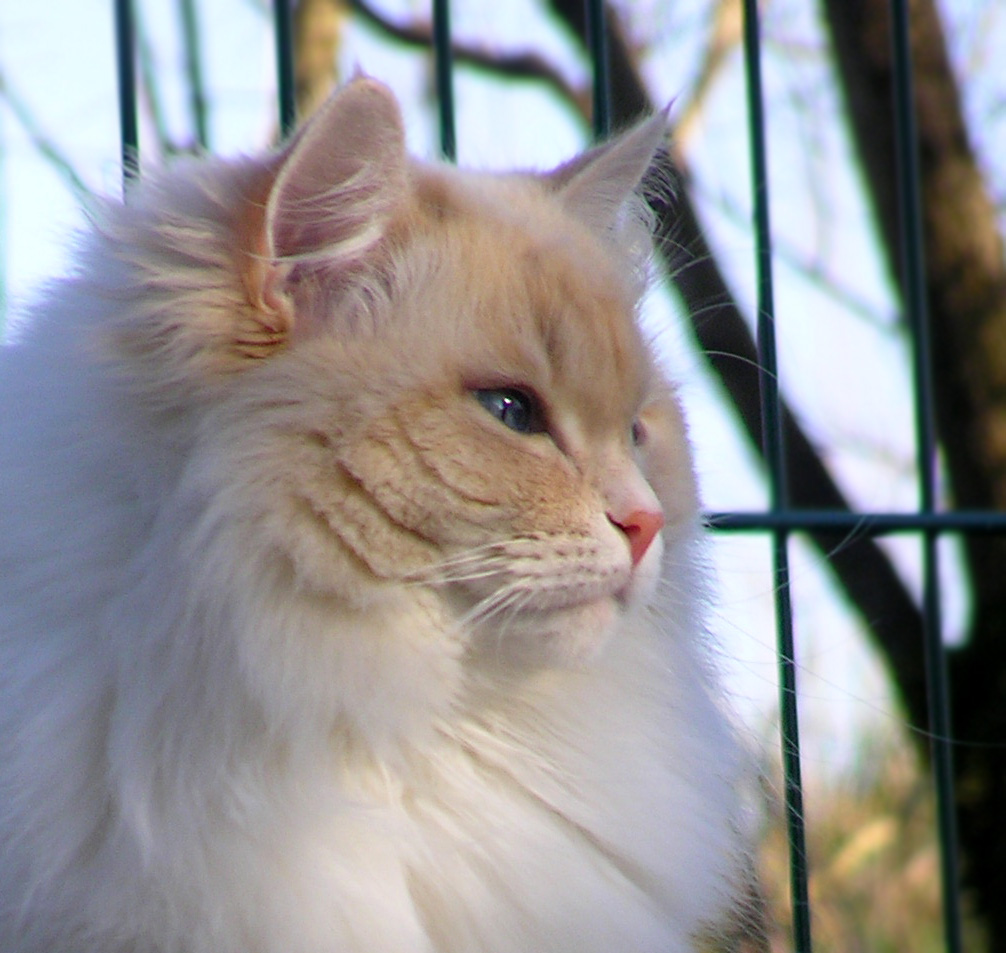
Kater in cream-tabby-point

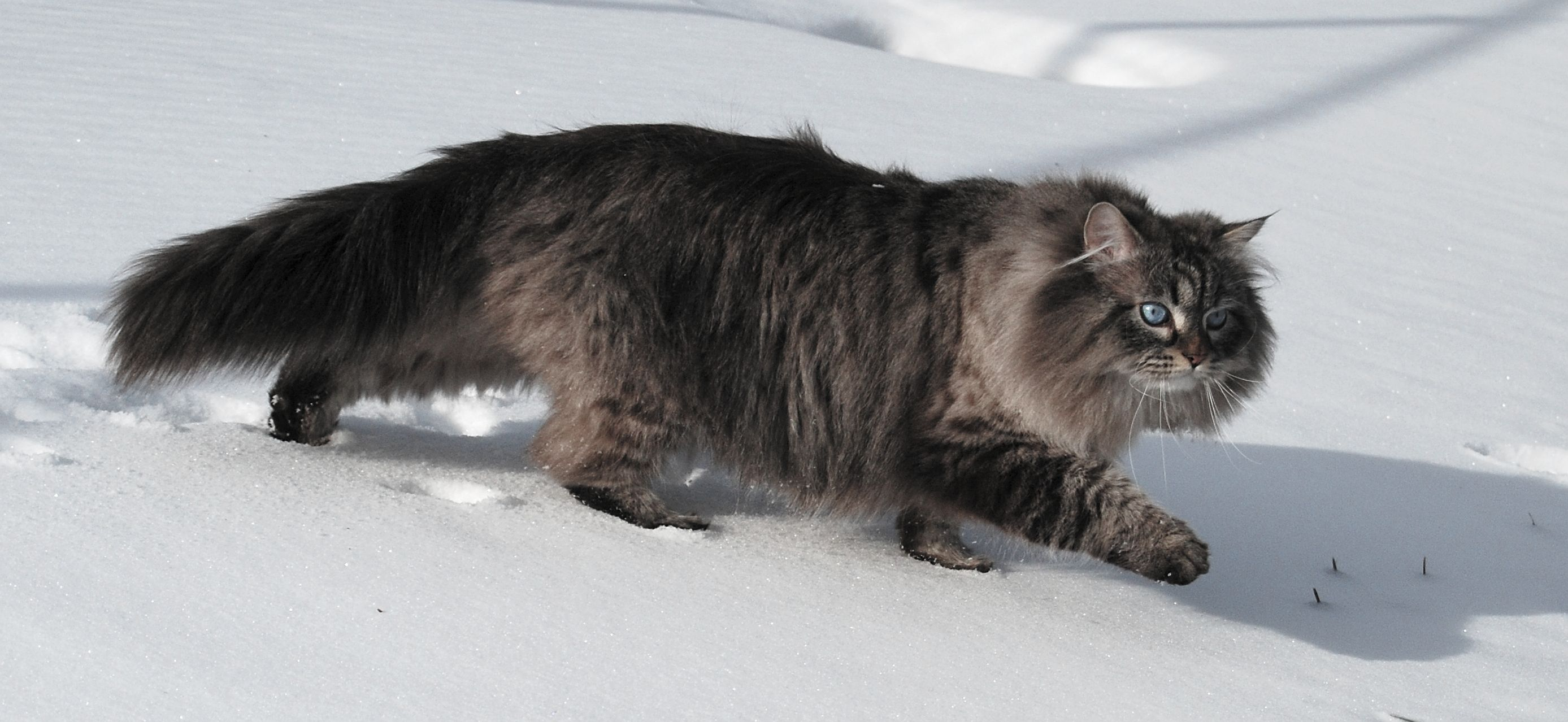
Ältere Neva Masqarade-Katzen können so stark nachdunkeln, dass nur noch die blauen Augen und der aufgehellte Kragen die Pointkatze verraten.

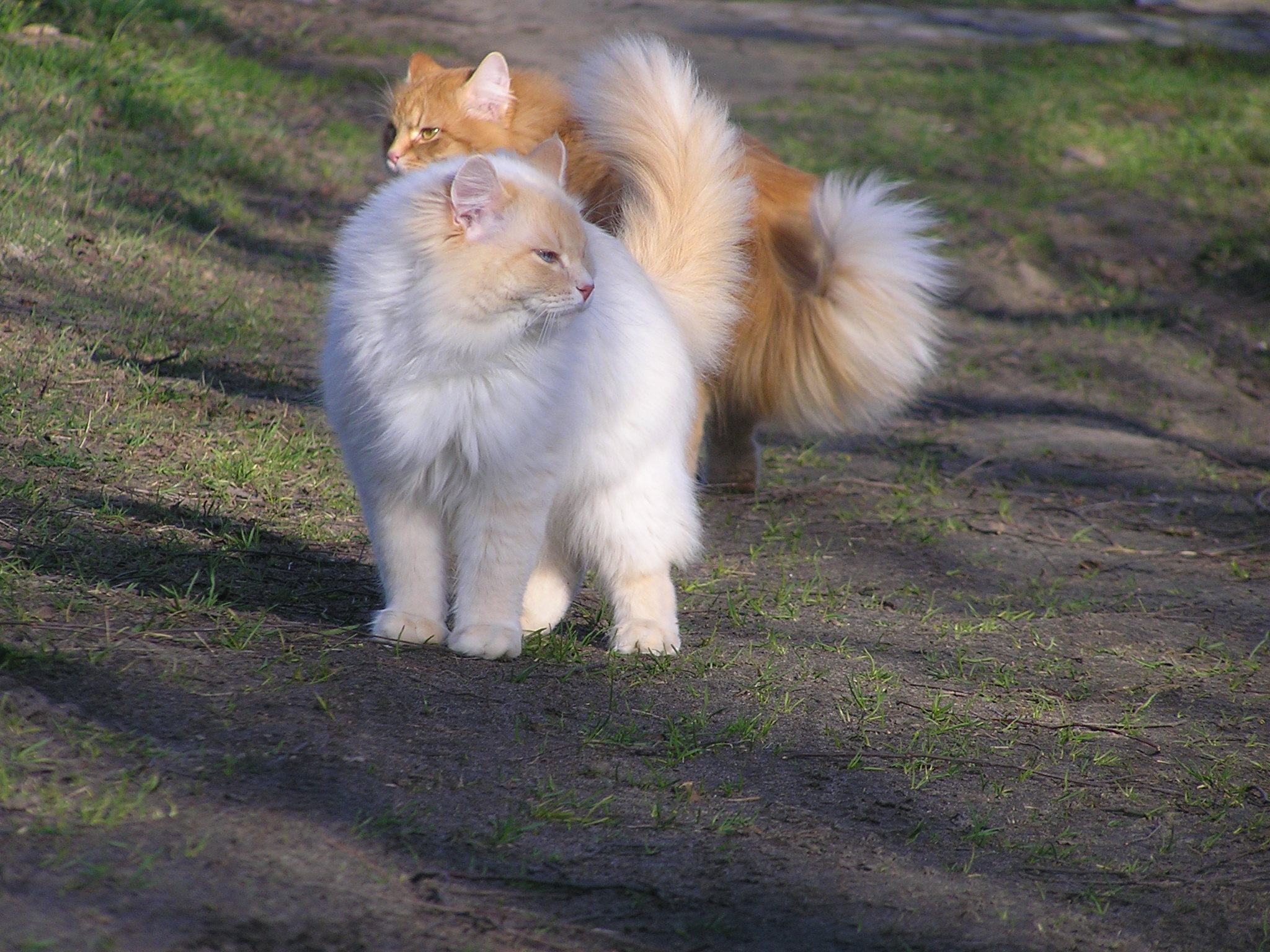
Das Winterfell bildet ein perfektes Wärmepolster

Als Neva Masquarade (auch Neva Masquerade) bezeichnet man die Point-Variante der Sibirischen Katze. Die ersten langhaarigen Katzen dieser Farbe wurden in Sankt Petersburg in die Zucht der Sibirischen Katze einbezogen. Die Varietät erhielt wegen der Lage Petersburgs am Fluss Neva und ihrer ungewöhnlichen Maskenzeichnung im Russischen den Namen Newskaja Maskeradnaja, und 1992 im Zuge der Anerkennung der Sibirischen Katze als Rasse die außerhalb Russlands international übliche Bezeichnung Neva Masquarade.
Die Neva Masquarade ist heute weltweit in allen Dachverbänden anerkannt: teilweise als Schwester-Rasse (FIFe, Anerkennung: 1. Januar 2011), teils als Farbvariante der Sibirischen Katze. Der Rassestandard ist mit dem der Sibirischen Katze identisch.

## Entstehung
Die Herkunft der Point-Zeichnung ist strittig. Tatsache ist, dass zum Zeitpunkt der Geburt der Foundationtiere wie z. B. des bekannten „Mars“, Rassekatzen mit Maskenzeichnung wie Ragdoll, Heilige Birma und auch echte Siamkatzen oder gar Balinesen (mit belegbarem Stammbaum) in Russland noch gar nicht vorhanden waren. Die Pointzeichnung an sich ist bei Straßenkatzen in verschiedenen Teilen Russlands zwar selten, aber doch immer wieder anzutreffen. Daher dürfte die Maskenzeichnung schon weit vor dem Beginn einer geregelten Zucht auch bei langhaarigen Exemplaren aufgetreten sein. Echte Siamkatzen kommen als Verursacher der Pointmutation kaum in Betracht, da Siamkatzen zu Anfang des 20. Jahrhunderts in Europa sehr selten waren und nach der russischen Revolution 1917 die Sowjetunion von der Entwicklung der Rassekatzenzucht ausgeschlossen war. Belegt sind Katzen mit Pointfärbung neben dem Raum Sankt Petersburg vor allem an der Wolga, wo bereits 1793 der deutsche Naturforscher P.S. Pallas eine Maskenkatze beobachtete und eine Zeichnung fertigte. Aber auch im Gebiet südöstlich des Ural sind bereits vor dem Fall des eisernen Vorhangs in den 80er Jahren Maskenkatzen belegt.

## Farbvariationen
Ohren, Schwanzspitze, Beine und Gesicht sind dunkel entsprechend der Grundfarbe gefärbt, während der Körper deutlich aufgehellt ist. Wie alle Pointkatzen wird die Neva Masquarade sehr hell geboren und dunkelt mit fortschreitendem Lebensalter nach, besonders stark bei Katzen, die sich auch in der kalten Jahreszeit sehr viel im Freien aufhalten. Auch bei der Neva Masquarade ist jedoch ein guter Kontrast zwischen heller Körperfarbe und dunkleren Points erwünscht. Die Augen sind immer blau, je dunkler, desto besser. Das Fell ist im Winter lang und dicht mit üppiger Unterwolle, im Sommer deutlich kürzer und schlichter.
Es sind alle bei der Sibirischen Katze zugelassene Grundfarben in Verbindung mit point erlaubt. Die Färbung darf sowohl als agouti (wildfarben, tabby) als auch als nonagouti (einfarbig) ausgebildet sein. Nonagouti-Tiere können Geisterzeichnungen aufweisen.
Im Jahr 2002 wurde ausgehend von einer Cattery in Deutschland mit der Einkreuzung von Somali und später auch Heiliger Birma in die Sibirische Katze/Neva Masquarade begonnen, um bei den Sibirischen Katzen/Neva Masquarade neue Farbvarianten -Cinnamon und Fawn- sowie Chocolate und Lilac zu etablieren. Einkreuzung von Fremdrassen ist bei den Waldkatzen-Rassen jedoch unzulässig. Diese Mischlinge sind daher in den allermeisten Zuchtvereinen nicht als Sibirische Katzen bzw. Neva Masquarade anerkannt. Unter Gesundheitsaspekten ist diese Einkreuzung von Somalis höchst bedenklich, da mit der anders disponierten Somali bisher nicht bei der Sibirischen Katze auftretende Erbkrankheiten in diese Robustrasse getragen werden können.
Die Sibirische Katze ist die einzige Waldkatzenrasse bei der Tiere mit Point-Faktor anerkannt sind.

## Aussehen, Rassestandard, Eigenschaften
Die Neva Masquarade soll sich, mit Ausnahme der Maskenzeichnung, nicht von der Sibirischen Katze unterscheiden. Die Fellbeschaffenheit ist im Allgemeinen auf Grund des markfreien Haares meist etwas weicher als bei den vollfarbigen Sibirischen Katzen.

## Zucht
Je nach Dachverband, Vereinsregularien und persönlicher Vorlieben des Züchters wird die Neva Masquarade eigenständig gezüchtet, d. h., es wird nur Neva Masquarade mit Neva Masquarade verpaart oder es werden auch gemischtfarbige Würfe Neva Masquarade mit vollfarbiger Sibirischer Katze gemacht. Die Katzenjunge werden dann je nach Farbe als Neva Masquarade oder Sibirische Katze in die Zuchtbücher eingetragen. Auch bei der Paarung vollfarbiger Eltern, welche die Pointmutation verdeckt tragen, können Point-Kätzchen im Wurf liegen. Die Point-Mutation kann über viele Generationen unerkannt weitergegeben werden. So können auch Züchter, die ausschließlich mit vollfarbigen Sibirische Katzen züchten, gelegentlich eine Neva Masquarade im Wurf haben. Heute gibt es für die Pointmutation einen Gentest, so dass Züchter einerseits solche Überraschungen vermeiden oder aber gezielt nach einem Pointträger suchen können.
Die Einbeziehung des gesamten Farbspektrums in ein Zuchtkonzept wirkt der Verengung des Genpools der Neva Masquarade entgegen und trägt zur Erhaltung der Erbgesundheit und Fitness der Rasse bei.